# Ministeri de Guerra d'Espanya
El Ministeri de Guerra o de la Guerra va ser un òrgan de govern de primer nivell encarregat dels assumptes militars i bèl·lics d'Espanya, conegut amb aquest nom des de mitjan segle XIX fins a la seva desaparició el 1938. El seu equivalent actual és el Ministeri de Defensa.
Hereu directe de les funcions de la Secretaria d'Estat i del Despatx de Guerra, establerta per Reial Decret des de 1705, atorgant-se-li funcions exclusives en matèria militar i de guerra, i que va assumir des de 1817 també les de Marina, i que va passar a rebre la denominació de ministeri amb l'aprovació de la Constitució de 1837, tot i que fins a 1851 es va continuar emprant la doble nomenclatura. Va existir de manera ininterrompuda fins a la seva desaparició arran de la creació del Ministeri de Defensa Nacional el gener de 1938 amb el govern de Francisco Franco, i la creació el 1939, en acabar la Guerra Civil, dels ministeris de l'Exèrcit, de l'Aire i de Marina.
Va tenir la seva seu al Palau de Buenavista des de 1847, un edifici que havia estat construït pel duc d'Alba i comprat per l'Ajuntament de Madrid el 1807. Quan va passar a seu del ministeri s'hi van fer diverses reformes i ampliacions.

## Llista de ministres
| Període                                                  | Inici                  | Fi                                  | Nom                             | Partit  |
| -------------------------------------------------------- | ---------------------- | ----------------------------------- | ------------------------------- | ------- |
| Regnat de Isabel II (1843-1868)                          |                        |                                     |                                 |         |
| 6 de febrer de 1851                                      | 16 de gener de 1852    | Francisco Lersundi Hormaechea (6)   |                                 |         |
| 16 de gener de 1852                                      | 13 de juny de 1852     | Joaquín Ezpeleta Enrile (6)         |                                 |         |
| 13 de juny de 1852                                       | 27 de novembre de 1852 | Juan de Lara (6)                    |                                 |         |
| 27 de novembre de 1852                                   | 14 de desembre de 1852 | Cayetano de Urbina (6)              |                                 |         |
| 14 de desembre de 1852                                   | 14 d'abril de 1853     | Juan de Lara (6)                    |                                 |         |
| 14 d'abril de 1853                                       | 19 de setembre de 1853 | Francisco Lersundi Hormaechea (6)   |                                 |         |
| 19 de setembre de 1853                                   | 18 de juliol de 1854   | Anselmo Blaser (6)                  |                                 |         |
| 18 de juliol de 1854                                     | 30 de juliol de 1854   | Fernando Fernández de Cordova (6)   |                                 |         |
| 30 de juliol de 1854                                     | 12 d'octubre de 1856   | Leopoldo O'Donnell (6)              |                                 |         |
| 12 d'octubre de 1856                                     | 16 de desembre de 1856 | Juan Antonio de Urbiztondo (6)      |                                 |         |
| 16 de desembre de 1856                                   | 15 d'octubre de 1857   | Francisco de Paula Figueras (6)     |                                 |         |
| 15 d'octubre de 1857                                     | 14 de gener de 1858    | Francisco Armero Peñaranda (6)      |                                 |         |
| 14 de gener de 1858                                      | 30 de juny de 1858     | Fermín de Ezpeleta (6)              |                                 |         |
| 30 de juny de 1858                                       | 2 de març de 1863      | Leopoldo O'Donnell (6)              |                                 |         |
| 2 de març de 1863                                        | 17 de gener de 1864    | José Gutiérrez de la Concha (6)     |                                 |         |
| 17 de gener de 1864                                      | 1 de març de 1864      | Francisco Lersundi Hormaechea (6)   |                                 |         |
| 1 de març de 1864                                        | 16 de setembre de 1864 | José María Marchessi y Oleaga (6)   |                                 |         |
| 16 de setembre de 1864                                   | 30 de març de 1865     | Fernando Fernández de Cordova (6)   |                                 |         |
| 30 de març de 1865                                       | 21 de juny de 1865     | Felipe Rivero Lemoyne (6)           |                                 |         |
| 21 de juny de 1865                                       | 10 de juliol de 1866   | Leopoldo O'Donnell (6)              |                                 |         |
| 10 de juliol de 1866                                     | 23 d'abril de 1868     | Ramón María Narváez (6)             |                                 |         |
| 23 d'abril de 1868                                       | 19 de setembre de 1868 | Rafael Mayalde (6)                  |                                 |         |
| 19 de setembre de 1868                                   | 30 de setembre de 1868 | José Gutiérrez de la Concha (6)     |                                 |         |
| Sexenni Democràtic (1868-1871)                           |                        |                                     |                                 |         |
| 8 d'octubre de 1868                                      | 27 de desembre de 1870 | Joan Prim i Prats (6)               |                                 |         |
| 27 de desembre de 1870                                   | 4 de gener de 1871     | Juan Bautista Topete (6)            | Interí                          |         |
| Regnat d' Amadeu I (1871-1873)                           |                        |                                     |                                 |         |
| 4 de gener de 1871                                       | 24 de juliol de 1871   | Francisco Serrano Domínguez (6)     | Interí.                         |         |
| 24 de juliol de 1871                                     | 5 d'octubre de 1871    | Fernando Fernández de Cordova (6)   | Interí.                         |         |
| 5 d'octubre de 1871                                      | 21 de desembre de 1871 | Joaquim Bassols i Marañosa (6)      |                                 |         |
| 21 de desembre de 1871                                   | 20 de febrer de 1872   | Eugenio Gaminde (6)                 |                                 |         |
| 20 de febrer de 1872                                     | 8 d'abril de 1872      | Antonio del Rey y Caballero (6)     |                                 |         |
| 8 d'abril de 1872                                        | 26 de maig de 1872     | Juan de Zavala y de la Puente (6)   |                                 |         |
| 26 de maig de 1872                                       | 13 de juny de 1872     | Francisco Serrano Domínguez (6)     |                                 |         |
| 13 de juny de 1872                                       | 12 de febrer de 1873   | Fernando Fernández de Cordova (6)   |                                 |         |
| I República (1873-1874)                                  |                        |                                     |                                 |         |
| 12 de febrer de 1873                                     | 24 de febrer de 1873   | Fernando Fernández de Cordova (6)   |                                 |         |
| 24 de febrer de 1873                                     | 30 d'abril de 1873     | Juan Acosta Muñoz (6)               |                                 |         |
| 30 d'abril de 1873                                       | 7 de juny de 1873      | Ramón Nouvilas (6)                  |                                 |         |
| 11 de juny de 1873                                       | 28 de juny de 1873     | Nicolás Estévanez Murphy (6)        |                                 |         |
| 28 de juny de 1873                                       | 4 de setembre de 1873  | Eulogio González Íscar (6) militar  |                                 |         |
| 9 de setembre de 1873                                    | 3 de gener de 1874     | José Sánchez Bregua (6)             |                                 |         |
| 3 de gener de 1874                                       | 3 de setembre de 1874  | Juan de Zavala y de la Puente (6)   |                                 |         |
| 3 de setembre de 1874                                    | 31 de desembre de 1874 | Francisco Serrano Bedoya (6)        |                                 |         |
| Regnat d' Alfons XII (1874-1885)                         |                        |                                     |                                 |         |
| 31 de desembre de 1874                                   | 21 de desembre de 1875 | Joaquim Jovellar i Soler (6)        |                                 |         |
| 21 de desembre de 1875                                   | 7 de març de 1879      | Francisco de Ceballos y Vargas (6)  |                                 |         |
| 7 de març de 1879                                        | 9 de desembre de 1879  | Arsenio Martínez-Campos Antón (6)   |                                 |         |
| 9 de desembre de 1879                                    | 8 de febrer de 1881    | José Ignacio de Echevarría (6)      |                                 |         |
| 8 de febrer de 1881                                      | 13 d'octubre de 1883   | Arsenio Martínez-Campos Antón (6)   |                                 |         |
| 13 d'octubre de 1883                                     | 18 de gener de 1884    | José López Domínguez (6)            |                                 |         |
| 18 de gener de 1884                                      | 27 de novembre de 1885 | Genaro de Quesada y Matheus (6)     |                                 |         |
| Regència de Maria Cristina d'Habsburg-Lorena (1885-1902) |                        |                                     |                                 |         |
| 27 de novembre de 1885                                   | 10 d'octubre de 1886   | Joaquim Jovellar i Soler (6)        |                                 |         |
| 10 d'octubre de 1886                                     | 8 de març de 1887      | Ignacio María del Castillo (6)      |                                 |         |
| 8 de març de 1887                                        | 14 de juny de 1888     | Manuel Cassola (6)                  |                                 |         |
| 14 de juny de 1888                                       | 11 de desembre de 1888 | Tomás O'Ryan (6)                    |                                 |         |
| 11 de desembre de 1888                                   | 21 de gener de 1890    | José Chinchilla                     |                                 |         |
| 21 de gener de 1890                                      | 5 de juliol de 1890    | Eduardo Bermúdez Reina (6)          |                                 |         |
| 5 de juliol de 1890                                      | 11 de desembre de 1892 | Marcelo Azcárraga Palmero (6)       |                                 |         |
| 11 de desembre de 1892                                   | 23 de març de 1895     | José López Domínguez (6)            |                                 |         |
| 23 de març de 1895                                       | 4 d'octubre de 1897    | Marcelo Azcárraga Palmero (6)       |                                 |         |
| 4 d'octubre de 1897                                      | 4 de març de 1899      | Miguel Correa y García (6)          | Interí.                         |         |
| 4 de març de 1899                                        | 2 d'octubre de 1899    | Camilo García de Polavieja (6)      |                                 |         |
| 2 d'octubre de 1899                                      | 18 d'octubre de 1900   | Marcelo Azcárraga Palmero (6)       |                                 |         |
| 18 d'octubre de 1900                                     | 6 de març de 1901      | Arsenio Linares Pombo (6)           |                                 |         |
| 6 de març de 1901                                        | 17 de maig de 1902     | Valerià Weyler (6)                  |                                 |         |
| Regnat d' Alfons XIII (1902-1931)                        |                        |                                     |                                 |         |
| 17 de maig de 1902                                       | 6 de desembre de 1902  | Valeriano Weyler (6)                |                                 |         |
| 6 de desembre de 1902                                    | 20 de juliol de 1903   | Arsenio Linares Pombo (6)           |                                 |         |
| 20 de juliol de 1903                                     | 5 de desembre de 1903  | Vicente Martitegui (6)              |                                 |         |
| 5 de desembre de 1903                                    | 16 de desembre de 1904 | Arsenio Linares Pombo (6)           |                                 |         |
| 16 de desembre de 1904                                   | 27 de gener de 1905    | Cesar del Villar y Villate (6)      |                                 |         |
| 27 de gener de 1905                                      | 23 de juny de 1905     | Vicente Martitegui (6)              |                                 |         |
| 23 de juny de 1905                                       | 1 de desembre de 1905  | Valerià Weyler (6)                  |                                 |         |
| 1 de desembre de 1905                                    | 6 de juliol de 1906    | Agustín de Luque y Coca (6)         |                                 |         |
| 6 de juliol de 1906                                      | 15 d'octubre de 1906   | José López Domínguez (6)            |                                 |         |
| 15 d'octubre de 1906                                     | 4 de desembre de 1906  | Agustín de Luque y Coca (6)         |                                 |         |
| 4 de desembre de 1906                                    | 25 de gener de 1907    | Valerià Weyler (6)                  |                                 |         |
| 25 de gener de 1907                                      | 3 de juliol de 1907    | Francisco de Paula Loño y Pérez (6) |                                 |         |
| 3 de juliol de 1907                                      | 1 de març de 1909      | Fernando Primo de Rivera (6)        |                                 |         |
| 1 de març de 1909                                        | 21 d'octubre de 1909   | Arsenio Linares Pombo (6)           |                                 |         |
| 21 d'octubre de 1909                                     | 9 de febrer de 1910    | Agustín de Luque y Coca (6)         |                                 |         |
| 9 de febrer de 1910                                      | 3 d'abril de 1911      | Ángel Aznar y Butigieg (6)          |                                 |         |
| 3 d'abril de 1911                                        | 27 d'octubre de 1913   | Agustín de Luque y Coca (6)         |                                 |         |
| 27 d'octubre de 1913                                     | 9 de desembre de 1915  | Ramón Echagüe y Méndez Vigo (6)     |                                 |         |
| 9 de desembre de 1915                                    | 19 d'abril de 1917     | Agustín de Luque y Coca (6)         |                                 |         |
| 19 d'abril de 1917                                       | 11 de juny de 1917     | Francisco Aguilera y Egea (6)       |                                 |         |
| 11 de juny de 1917                                       | 18 d'octubre de 1917   | Fernando Primo de Rivera (6)        |                                 |         |
| 18 d'octubre de 1917                                     | 3 de novembre de 1917  | José Marina Vega (6)                |                                 |         |
| 3 de novembre de 1917                                    | 22 de març de 1918     | Juan de la Cierva y Peñafiel (6)    |                                 |         |
| 22 de març de 1918                                       | 9 de novembre de 1918  | José Marina Vega (6)                |                                 |         |
| 9 de novembre de 1918                                    | 27 de gener de 1919    | Dámaso Berenguer (6)                |                                 |         |
| 27 de gener de 1919                                      | 15 d'abril de 1919     | Diego Muñoz Cobos (6)               |                                 |         |
| 15 d'abril de 1919                                       | 20 de juliol de 1919   | Luis de Santiago (6)                |                                 |         |
| 20 de juliol de 1919                                     | 12 de desembre de 1919 | Antonio Tovar y Marcoleta (6)       |                                 |         |
| 15 de desembre de 1919                                   | 5 de maig de 1920      | José Villalba Riquelme (6)          |                                 |         |
| 5 de maig de 1920                                        | 14 d'agost de 1921     | Luis de Marichalar y Monreal (6)    |                                 |         |
| 14 d'agost de 1921                                       | 8 de març de 1922      | Juan de la Cierva y Peñafiel (6)    |                                 |         |
| 8 de març de 1922                                        | 15 de juliol de 1922   | José Olaguer-Feliú (6)              |                                 |         |
| 15 de juliol de 1922                                     | 7 de desembre de 1922  | José Sánchez Guerra (6)             | . Interí                        |         |
| 7 de desembre de 1922                                    | 26 de maig de 1923     | Niceto Alcalá-Zamora (6)            |                                 |         |
| 26 de maig de 1923                                       | 15 de setembre de 1923 | Antonio López Muñoz (6)             |                                 |         |
| Dictadura de Miguel Primo de Rivera                      |                        |                                     |                                 |         |
| 15 de setembre de 1923                                   | 4 de juliol de 1924    | Luis Bermúdez de Castro (6)         |                                 |         |
| 4 de juliol de 1924                                      | 3 de novembre de 1928  | Juan O'Donnell (6)                  |                                 |         |
| 3 de novembre de 1928                                    | 30 de gener de 1930    | Julio Ardanaz (3)                   |                                 |         |
| 30 de gener de 1930                                      | 14 d'abril de 1931     | Dámaso Berenguer (3)                |                                 |         |
| II República (1931–1939)                                 | 14 d'abril de 1931     | 12 de setembre de 1933              | Manuel Azaña Díaz (6)           | IR      |
| II República (1931–1939)                                 | 14 d'abril de 1931     | 14 d'octubre de 1931                | Santiago Casares Quiroga (4)    | ORGA    |
| II República (1931–1939)                                 | 14 d'octubre de 1931   | 12 de juny de 1933                  | José Giral Pereira (4)          | IR      |
| II República (1931–1939)                                 | 12 de juny de 1933     | 12 de setembre de 1933              | Lluís Companys i Jover (4)      | ERC     |
| II República (1931–1939)                                 | 12 de setembre de 1933 | 8 d'octubre de 1933                 | Juan José Rocha i García (6)    | Radical |
| II República (1931–1939)                                 | 12 de setembre de 1933 | 8 d'octubre de 1933                 | Vicente Iranzo Enguita (4)      | ASR     |
| II República (1931–1939)                                 | 8 d'octubre de 1933    | 16 de desembre de 1933              | Vicente Iranzo Enguita (6)      | ASR     |
| II República (1931–1939)                                 | 8 d'octubre de 1933    | 16 de desembre de 1933              | Leandro Pita Romero (4)         | Radical |
| II República (1931–1939)                                 | 16 de desembre de 1933 | 23 de gener de 1934                 | Diego Martínez Barrio (6)       | Radical |
| II República (1931–1939)                                 | 16 de desembre de 1933 | 23 de gener de 1935                 | Juan José Rocha i García (4)    | Radical |
| II República (1931–1939)                                 | 23 de gener de 1934    | 16 de novembre de 1934              | Diego Hidalgo Durán (6)         | Radical |
| II República (1931–1939)                                 | 16 de novembre de 1934 | 3 d'abril de 1935                   | Alejandro Lerroux García (6)    | Radical |
| II República (1931–1939)                                 | 23 de gener de 1935    | 3 d'abril de 1935                   | Gerardo Abad Conde (4)          | Radical |
| II República (1931–1939)                                 | 3 d'abril de 1935      | 6 de maig de 1935                   | Carlos Masquelet Lacaci (6)     | Militar |
| II República (1931–1939)                                 | 3 d'abril de 1935      | 6 de maig de 1935                   | Francisco Salas González (4)    | Militar |
| II República (1931–1939)                                 | 6 de maig de 1935      | 14 de desembre de 1935              | José María Gil-Robles (6)       | CEDA    |
| II República (1931–1939)                                 | 6 de maig de 1935      | 25 de setembre de 1935              | Antonio Royo Villanova (4)      | Agrari  |
| II República (1931–1939)                                 | 25 de setembre de 1935 | 14 de desembre de 1935              | Pere Rahola i Molinas (4)       | Lliga   |
| II República (1931–1939)                                 | 14 de desembre de 1935 | 19 de febrer de 1936                | Nicolás Molero Lobo (6)         | Militar |
| II República (1931–1939)                                 | 14 de desembre de 1935 | 30 de desembre de 1935              | Francisco Salas González (4)    | Militar |
| II República (1931–1939)                                 | 30 de desembre de 1935 | 19 de febrer de 1936                | Antonio Azarola y Gresillón (4) |         |
| II República (1931–1939)                                 | 19 de febrer de 1936   | 13 de maig de 1936                  | Carlos Masquelet Lacaci (6)     | Militar |
| II República (1931–1939)                                 | 19 de febrer de 1936   | 22 d'agost de 1936                  | José Giral y Pereira (4)        |         |
| II República (1931–1939)                                 | 13 de maig de 1936     | 19 de juliol de 1936                | Santiago Casares Quiroga (6)    |         |
| II República (1931–1939)                                 | 19 de juliol de 1936   | 19 de juliol de 1936                | José Miaja Menant (6)           | Militar |
| II República (1931–1939)                                 | 19 de juliol de 1936   | 6 d'agost de 1936                   | Luis Castelló Pantoja (6)       |         |
| II República (1931–1939)                                 | 6 d'agost de 1936      | 4 de setembre de 1936               | Juan Hernández Saravia (6)      |         |
| II República (1931–1939)                                 | 22 d'agost de 1936     | 4 de setembre de 1936               | Francisco Matz Sánchez (4)      |         |
| II República (1931–1939)                                 | 4 de setembre de 1936  | 17 de maig de 1937                  | Francisco Largo Caballero (6)   | PSOE    |
| II República (1931–1939)                                 | 4 de setembre de 1936  | 17 de maig de 1937                  | Indalecio Prieto Tuero (7)      | PSOE    |
| II República (1931–1939)                                 | 17 de maig de 1937     | 5 d'abril de 1938                   | Indalecio Prieto Tuero (2)      | PSOE    |
| II República (1931–1939)                                 | 5 d'abril de 1938      | 31 de març de 1939                  | Juan Negrín López (2)           | PSOE    |
| II República (1931–1939)                                 | 5 de març de 1939      | 31 de març de 1939                  | Segismundo Casado López (1)     | Militar |